# Ubide
Ubide és un municipi de la província de Biscaia, País Basc, pertanyent a la comarca d'Arratia-Nerbion. Limita al Nord amb els municipis de Zeanuri i Dima; al Sud amb l'alabès de Legutio i amb el riu Undebe que el separa del terme també alabès de Zigoitia; a l'Est amb Otxandio i Dima. Travessa el municipi el rierol Zubizabala. La capital, anteiglesia de San Juan, es troba al sud del municipi, en la riba dreta del Zubizabala, al peu de les forestes limítrofes.

## Topònim
Ubide significa en euskera séquia, aqüeducte, rasa o en definitiva qualsevol canal per a la conducció d'aigua. Etimològicament aquesta paraula prové d'ur+bide, literalment camí d'aigua. El nom del poble sembla estar relacionat amb aquesta definició. L'origen del poble es troba en un conjunt de ferreries que es van instal·lar en el paratge i que van donar lloc al naixement del poble. Possiblement el rierol Zubizabala, que divideix actualment el poble per la meitat, va ser canalitzat per a utilitzar la seva força com font d'energia en les ferreries, el que va donar origen que el lloc fos conegut com a Ubidea (el canal). La diferència entre el nom castellà i basc del poble, és que el primer Ubidea, inclou la -a final que té valor d'article en euskera; mentre que en aquest idioma, per aquest fet, s'ha acabat perdent en el nom donant lloc a Ubide. En 1995 el municipi va canviar la seva denominació oficial d'Ubidea a Ubide. Va ser publicat en el BOE en 1996.